# ملعب سانت لورانس ستيت بارك للغولف
ملعب سانت لورانس ستيت بارك للغولف، تبلغ مساحته 316 أكر (1.28 كـم2)متنزه الولاية وملعب للجولف يقع في بلدة أوسويغاتشي على نهر سانت لورانس بين بلدة موريستاون ومدينة أوجدينسبورج في مقاطعة سانت لورانس بنيويورك.

## المرافق
يوفر منتزه سانت لورانس ستيت بارك للغولف ملعبًا للغولف من تسعة حفر ومناطق للنزهات والمشي لمسافات طويلة والتزلج الريفي على الثلج والتزلج على الجليد.

## روابط خارجية
- New York State Parks: St. Lawrence State Park Golf Course